# Unione dei comuni Feudo d'Alì
L'Unione dei comuni “Feudo d’Alì” era un'unione di comuni nata il 1º gennaio 2003 dalla decisione di quattro comuni italiani della provincia di Agrigento, in Sicilia.

## Geografia
Facevano parte dell'unione i comuni di Raffadali, Santa Elisabetta, Joppolo Giancaxio, Sant'Angelo Muxaro.
L'Unione aveva una estensione di circa 122 km² e una popolazione di circa 17.356 abitanti.
Aveva sede nel comune di Raffadali.

## Amministraziome
Sono organi dell’unione l’assemblea, il consiglio direttivo e il presidente.
Ciascun comune ha diritto ad essere rappresentato in assemblea da un determinato numero di consiglieri: Raffadali da sei consiglieri, di cue due rappresentanti della minoranza; Joppolo Giancaxio da tre consiglieri, di cui uno rappresentante della minoranza; Sant’Angelo Muxaro da tre consiglieri, di cui uno in rappresenta della minoranza; Santa Elisabetta da quattro consiglieri, di cui uno in rappresentanza della minoranza.

## Ambito di azione
Per statuto l'unione si occupa dei seguenti servizi:
- servizi sociali
- asili nido
- espropri
- servizi demografici
- protezione civile
- raccolta rifiuti, raccolta differenziata
- viabilità
- promozione delle attività culturali
- difensore civico
- macello comunale
- itinerari turistici
- fondi europei e programmazione comunitaria
- riscossione tributi
- depuratore
- servizio legale
- controllo di gestione
- formazione professionale
- nucleo di valutazione
- ufficio stampa
- URP
- politiche per la sicurezza nei luoghi di lavoro
- portale e rete civica
- canile municipale e randagismo
- polizia municipale
- pubblica illuminazione